# Karin Jöns
Karin Jöns (n. 29 aprilie 1953, Kiel, Germania) este un om politic german, membru al Parlamentului European în perioada 1994-2009 din partea Germaniei.